# Ben Bernanke
Ben Shalom Bernanke (uttalas /bərˈnæŋki/), född 13 december 1953 i Augusta, Georgia, är en amerikansk nationalekonom. Mellan 2006 och 2014 var han ordförande för USA:s centralbank Federal Reserve.
Ben Bernanke tilldelades Sveriges Riksbanks pris i ekonomisk vetenskap till Alfred Nobels minne 2022, tillsammans med Douglas Diamond och Philip H. Dybvig, för deras forskning om banker och finanskriser.

## Ordförande för USA:s centralbank Federal Reserve
Den 1 februari 2006 efterträdde Bernanke Alan Greenspan som ordförande för USA:s federala centralbank Federal Reserve, en av de mest inflytelserika och ansvarstyngda posterna inom finansvärlden. 2014 efterträddes han på posten av Janet Yellen.
Under hans period som ordförande för Federal Reserv har mycket av de misstag som hans föregångare Alan Greenspan orsakat kommit i ljuset. Han har deklarerat att de nya tider som han inledde måste följas med nya åtgärder. Detta har kallats Bernanke-doktrinen och går i korthet ut på att bekämpa deflation – detta gör han genom att öka penningmängden, trycka mer sedlar och sänka räntan. Därtill så har han agerat för att låna ut pengar till låg ränta till banker som kan köpa offentliga och privata skulder. En sänkning av den amerikanska dollarn medför att den amerikanska exporten ökar och landets förmögenhet minskar. Mycket av hans politik har formats av hans uppfattning att den stora depressionens djuphet orsakades av ett underskott på pengar.

## Ekonomiska åsikter

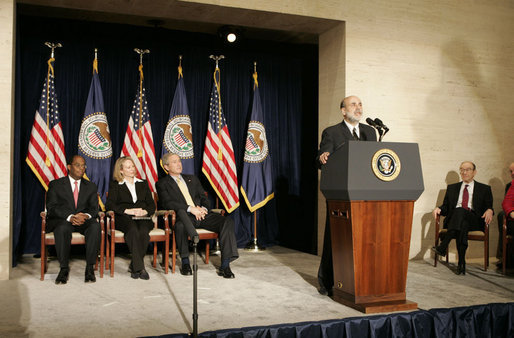
I februari 2006 svors Ben Bernanke som ordförande för Federal Reserve. Från vänster: vice ordförande Roger W Ferguson, hans hustru Anna Bernanke, president George W. Bush, Ben Bernanke själv samt avgående ordförande Alan Greenspan.

Bernanke har hållit flera föreläsningar vid London School of Economics om penningteori och även skrivit tre böcker om makroekonomi och en om mikroekonomi. Han är särskilt intresserad av de ekonomiska och politiska orsakerna till den Stora depressionen, ett ämne som han publicerat et flertal akademiska artiklar om.

### Ekonomipriset
Bernanke tilldelades Sveriges Riksbanks pris i ekonomisk vetenskap till Alfred Nobels minne 2022. Han delade priset med Douglas Diamond och Philip H. Dybvig. Kungliga Vetenskapsakademien menade att deras forskning lagt grunden till modern bankforskning om bankers syfte, hur de kan göras mindre sårbara och hur bankkollapser påverkar finanskriser.
I pressmeddelandet som tillkännagav prisen lyfte priskommittén särskilt fram Bernankes analys av 1930-talets depression och betydelsen av bankrusningar och bankkollapser för krisens omfattning och längd. När bankerna försvinner förloras även information om låntagarna, vilket påverkar finansmarknaden negativt eftersom det blir svårare att fokusera på produktiva investeringar.

## Familj och uppväxt
Ben Bernankes far Philip var farmaceut och deltidsmanager på en teater, medan hans mor Edna och var lärarinna. Familjen var judisk och gick regelbundet till en synagoga kallad Ohav Shalom i deras hemstad Dillon, South Carolina. Ben Bernanke kom att studera vid Harvard-universitetet, ta examen där för att fortsätta till en doktorsexamen i ekonomi 1979 vid Massachusetts Institute of Technology. Han har därefter undervisat vid flera andra universitet.